# クールラント・ゼムガレン公国 (1918)

クールラント・ゼムガレン公国
Herzogtum Kurland und Semgallen
Kurzemes un Zemgales hercogiste

国歌: 皇帝陛下万歳（ドイツの流用）
Heil dir im Siegerkranz（ドイツ語）

クールラント・ゼムガレン公国は1918年3月8日にドイツ占領下のバルト・ドイツ人で構成された地域委員会によるクールラント行政府で宣言された国。彼らは公の位をヴィルヘルム2世に提供していた。とはいえ、ドイツ帝国議会はバルト諸族のための国家の民族自決を支援しており、ドイツの高級司令官はバルト・ドイツ人との関係からバルト諸国を帝国から攻撃するという政策を続けたかった。
1918年10月、ドイツ首相マクシミリアン・フォン・バーデンはバルト地域の軍政を民政に取り替えるように提案した。1918年11月18日のドイツ革命後ラトビアが独立宣言を行い、1918年12月7日にはドイツ軍は権威をカールリス・ウルマニス率いるラトビア国政府に譲与した。

## 歴史背景
第一次世界大戦時、1915年の秋ごろからドイツ軍はロシア帝国クールラント行政区を占領した。前線はリガ、ダウガフピルス、バラノヴィチに伸びて沿った線に落ち着いた。
ラトビア国会は1917年11月16日に宣言され、1917年11月30日にはラトビア国会は自治ラトビア地域を民族分布の境界に基づいて宣言し、1918年1月15日に正式な独立したラトビア共和国が宣言された。
ロシア革命ののち、ドイツ兵はクールラントから進攻を初め1918年2月の終わりには以前のロシア帝国リヴォニア政府、独立を宣言したエストニア自治政府領まで進軍、これらはドイツ軍に占領されドイツ軍政の下におかれた。1918年3月2日のブレスト・リトフスク条約によってボリシェビキ・ロシアはクールラント政府の失落を承認し、1918年8月にベルリンで合意を締結した。1918年エストニア自治政府とリヴォニア政府はロシアから分離された。
平行して、ドイツ軍政下の政治運動として、バルト・ドイツ人は1917年9月から1918年3月にかけて地域政府の構築のための工程を始めた。クールラント・ゼムガレ公国は1918年3月8日にバルト・ドイツ人の作った地域委員会に宣言され、地域委員会は公の位をヴィルヘルム2世に提供した。
1918年10月、ドイツ首相マクシミリアン・フォン・バーデンはバルト地域の軍政を市民権威に置き換えるように提案した。新しい政策はバルト海の軍政に対しドイツ外務省から電報で述べられた。内容は以下のようなものであった。「帝国政府はバルト諸国における政策の基本変化を満場一致で採択した。即ち、最初の政策例はバルト沿海諸民族と共に作るべきである」
1918年11月18日、ラトビアは独立を宣言した。1918年12月7日、ドイツ軍は権限を当局からカールリス・ウルマニス率いるラトビア国政府に委譲した。

## 承認
ヴィルヘルム2世は1918年3月8日、クールラント行政府にドイツの従属国と書くことによって成立を承認した。その内容は以下のようなものであった。
Wir Wilhelm, von Gottes Gnaden Deutscher Kaiser, König von Preußen etc. beauftragen hiermit Unseren Reichskanzler, den Grafen von Hertling, dem Kurländischen Landesrat zu erklären, daß Wir auf den Uns durch seine Vertreter übermittelten Wunsch und auf den Bericht Unseres Reichskanzlers im Namen des Deutschen Reiches das Herzogtum Kurland als freies und selbständiges Staatswesen anerkennen und bereit sind, im Namen des Deutschen Reiches diejenigen Staatsverträge mit Kurland abzuschließen, die eine enge wirtschaftliche und militärische Verbindung beider Länder gewährleisten. Gleichzeitig beauftragen Wir Unseren Reichskanzler, den Abschluß dieser Verträge vorzubereiten. Urkundlich haben Wir diesen Auftrag Allerhöchst Selbst vollzogen und mit Unserem Kaiserlichen Insiegel versehen lassen. 
Gegeben ................ , den 15. März 1918
Wilchelm
Graf von Hertling.
朕、神の恩寵によるドイツ皇帝にしてプロイセン王ウィルヘルムはここに、わが帝国宰相、ヘルトリンク伯をしてクールラント政府に以下のことを示す。貴国大使によるわが国との交渉の上に、そしてわが帝国宰相の報告の上に、ドイツ皇帝の名の下に、朕は自由で独立した国家としてクールラント公国を承認す。すなわちドイツ帝国の名の下に、両国間で緊密なる軍事および経済的連合を授与する際に、クールラントとのかくのごとき諸条約の交渉をするためなり。同時に、朕はわが帝国宰相をしてこれら諸条約のための準備す。朕はこれら勅令を文書にしたためて、皇帝の璽を付すなり。
（不明）に下賜する。1918年3月15日
（署名）ウィルヘルム
（署名）ヘルトリンク伯爵

## 廃止
この国ののちにバルト諸国ではバルト連合公国が構想された。バルト連合公国はヴィルヘルム2世に1918年9月22日に君主国家として名ばかり記録され、クールラント・ゼムガレン公国はこの国に吸収された。半年後、ソビエト・ロシアはブレスト・リトフスク条約で以前の帝国領バルト地域の全ての権威を正式に放棄し、ドイツ帝国に譲渡した。しかしながら、ドイツは第一次世界大戦に敗戦し、大戦後の1918年11月18日、クールラントは新しく作られたラトビア共和国の一部となった。

## 註
1. ↑  The History of the Baltic States By Kevin O'Connor  Page 78 ISBN 0-313-32355-0
2. 1 2 3 4 5  The Baltic States and Weimar Ostpolitik By John Hiden